# 氣多雅子
氣多 雅子（けた まさこ、1953年1月11日 - ）は、日本の宗教学者・哲学者。専門は宗教哲学。学位は、博士（文学）（京都大学・1998年）。京都大学名誉教授。

## 来歴
静岡市出身。ニーチェ、浄土教思想の研究から出発。現代におけるニヒリズムの問題を主題に、西田幾多郎や西谷啓治を中心とする京都学派の研究を行っている。京都大学での指導教官は武内義範、上田閑照、長谷正當。
2009年の大学入試センター試験（国語・追試）で、『ニヒリズムの思索』（1999年）が使用された。

## 経歴
- 1971年 静岡県立静岡高等学校 卒業[1]
- 1975年 京都大学文学部哲学科 卒業
- 1975年 浜松医科大学医学部文部教官（1977年3月まで）
- 1982年 京都大学大学院文学研究科宗教学専攻博士課程　単位取得退学
- 1982年 南山大学南山宗教文化研究所研究員（1984年3月まで）
- 1987年 愛知技術短期大学 専任講師
- 1988年 金沢大学教育学部 助教授
- 1998年
  - 金沢大学教育学部 教授
  - 『ニヒリズムの思索』にて京都大学より博士（文学）取得
- 2000年 京都大学文学研究科 教授[2]
- 2018年3月 京都大学を定年退職。京都大学名誉教授

## 受賞歴
1992年に『宗教経験の哲学―浄土教世界の解明』により日本宗教学会賞を受賞

## 論文
- CiNii>氣多 雅子

## 著書
- 『宗教経験の哲学』創元社 1992年
- 『ニヒリズムの思索』創文社 1999年
- 『西田幾多郎『善の研究』 (哲学書概説シリーズ) 』晃洋書房 2011年
- 『西田幾多郎 生成する論理 生死をめぐる哲学』慶應義塾大学出版会 2020年

## 共編・共 著
- 『知のたのしみ学のよろこび』京都大学文学部編、岩波書店 2003年
- 『仏教とは何か―宗教哲学からの問いかけ』昭和堂 2010年（上田閑照共編）
- 『宗教学辞典』丸善 2010年（星野英紀、池上良正、島薗進、鶴岡賀雄共編）

## 翻訳
- ルードヴィヒ・ラントグレーベ『反省の限界としての事実性と信の問題』

ハインリヒ・ロムバッハ編『現象学の展望』（新田義弘、村田純一共編 国文社、1986年）に収録